# Marino Franchitti
Marino Franchitti (ur. 16 grudnia 1972 roku w Oban) – brytyjski kierowca wyścigowy.

## Kariera
Franchitti rozpoczął karierę w międzynarodowych wyścigach samochodowych w 2000 roku od startów w Brytyjskiej Formule Ford. Z dorobkiem siedmiu punktów uplasował się tam na osiemnastej pozycji w końcowej klasyfikacji kierowców. W późniejszych latach Brytyjczyk pojawiał się także w stawce Festiwalu Formuły Ford, FIA GT Championship, American Le Mans Series, Grand American Rolex Series, SCCA World Challenge, Le Mans Endurance Series, 24-godzinnego wyścigu Le Mans, Le Mans Series, 24h Nürburgring, V8 Supercars, Ginetta GT Supercup, Intercontinental Le Mans Cup, Super GT, Blancpain Endurance Series, FIA World Endurance Championship oraz United Sports Car Championship.

## Wyniki w 24h Le Mans
| Rok  | Zespół              | Partnerzy                      | Samochód                    | Klasa | Okr. | Poz. | Klasa Pos. |
| ---- | ------------------- | ------------------------------ | --------------------------- | ----- | ---- | ---- | ---------- |
| 2005 | Panoz Motor Sports  | Patrick Bourdais Bryan Sellers | Panoz Esperante GT-LM       | GT2   | 185  | NU   | NU         |
| 2009 | Drayson Racing      | Paul Drayson Jonny Cocker      | Aston Martin V8 Vantage GT2 | GT2   | 272  | NU   | NU         |
| 2010 | Highcroft Racing    | David Brabham Marco Werner     | HPD ARX-01C                 | LMP2  | 296  | 25   | 9          |
| 2012 | Highcroft Racing    | Michael Krumm Satoshi Motoyama | DeltaWing-Nissan            | UNC   | 75   | NU   | NU         |
| 2013 | Level 5 Motorsports | Scott Tucker Ryan Briscoe      | HPD ARX-03b                 | LMP2  | 242  | NS   | NS         |